# Coeloides scolyticida
Coeloides scolyticida är en stekelart som beskrevs av Wesmael 1838. Coeloides scolyticida ingår i släktet Coeloides och familjen bracksteklar. Arten är reproducerande i Sverige. Inga underarter finns listade i Catalogue of Life.